# John Gielgud

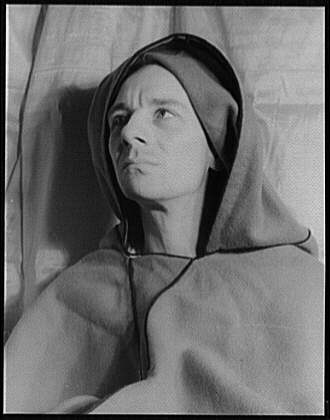
John Gielgud como Ricardo III

Sir Arthur John Gielgud OM, OCH (/ˈɡiːlɡʊd/; 14 de Abril de 1904 - 21 de Maio de 2000) foi um actor e director de teatro inglês cuja carreira se prolongou por oito décadas. Juntamente com Ralph Richardson e Laurence Olivier, Gielgud foi um do trio de actores que dominou os palcos britânicos durante quase todo o século XX. Membro da família Terry, uma dinastia teatral, obteve o seu primeiro papel pago na companhia de teatro do seu primo Phyllis Neilson-Terry em 1922. Depois de ter estudado na Royal Academy of Dramatic Art trabalhou  em teatro de repertório e no Teatro West End antes de se estabelecer no Old Vic como um dos expoentes de Shakespeare no período 1929-1931.
Durante a década de 1930, Gielgud foi uma das estrelas do palco do West End e da Broadway, surgindo em clássicos e em novas peças. Gielgud deu início a uma carreira paralela como director, criando a sua própria companhia no Queen's Theatre, em Londres. Foi considerado como o melhor Hamlet do seu tempo, e também era conhecido pelos seus personagens de comédia como John Worthing em The Importance of Being Earnest. Nos anos 50, Gielgud temeu que a sua carreira tivesse sido ameaçada quando foi condenado e multado por um delito de natureza homossexual, mas tanto os seus colegas como o público o apoiaram com lealdade. Quando o teatro avant-garde começou a superar as produções tradicionais do West End no final da década de 1950, Gielgud não conseguiu encontrar novos papéis para desempenhar, e por vários anos ficou conhecido no teatro pelas suas representações a solo de Shakespeare, Ages of Man. No do final da década de 1960, encontrou algumas peças teatrais que se adequavam ao seu estilo, de autores como Alan Bennett, David Storey e Harold Pinter.
Durante a primeira metada da sua carreira, Gielgud não levou o cinema a sério. Embora tenha feito o seu primeiro filme em 1924, e de ter tido sucesso com The Good Companions (1933) e Júlio César (1953), apenas nos seus 60 anos é que encarou a carreira cinematográfica mais a sério. Gielgud participou em mais de sessenta filmes, desde Becket (1964), recebendo a sua primeira nomeação para o Óscar pelo seu papel como Luís VII de França, e Elizabeth (1998). No papel do sarcástico Hobson em Arthur (1981), ganhou he won the Óscar de melhor actor secundário. Por todo o seu trabalho cinematográfico, recebeu Globo de Ouro e dois BAFTA.
Apesar de indiferente aos prémios, Gielgud teve a rara distinção de ganhar um Óscar, um Emmy, um Grammy e um Tony. Gielgud ficou famoso, desde o início da sua carreira, pela sua voz e mestria nas obras de Shakespearean. Na rádio e na televisão, esteve em mais de uma centena de programas entre 1929 e 1994, gravando algumas das suas peças, incluindo dez de Shakespeare. Das honras recebidas, destaca-se a de cavaleiro em 1953, e o nome de um teatro. Entre 1977 e 1989, foi presidente da Royal Academy of Dramatic Art. 

## Filmografia selecionada
- Secret Agent (1936)
- Julius Caesar (1953)
- Richard III (1955)
- Around the World in Eighty Days (1956)
- Saint Joan (1957)
- The Barretts of Wimpole Street (1957)
- Becket (1964)
- Hamlet (1964)
- Chimes at Midnight (1965)
- The Loved One (1965)
- The Charge of the Light Brigade (1968)
- Oh! What a Lovely War (1969)
- Julius Caesar (1970)
- Lost Horizon (1973)
- Frankenstein: The True Story (1973)
- 11 Harrowhouse (1974)
- Murder on the Orient Express (1974)
- Providence (1977)
- Caligola (1979)
- The Elephant Man (1980)
- The Formula (1980)
- Lion of the Desert (1981)
- Arthur (1981)
- Chariots of Fire (1981)
- Gandhi (1982)
- The Wicked Lady (1983)
- The Master of Ballantrae (1984)
- The Far Pavilions (1984)
- Plenty (1985)
- Time After Time (1986)
- The Whistle Blower (1986)
- Appointment with Death (1988)
- Arthur 2: On the Rocks (1988)
- Getting it Right (1989)
- Prospero's Books (1991)
- Shining Through (1992)
- Scarlett (1994)
- First Knight (1995)
- Hamlet (1996)
- Shine (1996)
- Merlin (1998)
- Elizabeth (1998)
- Catastrophe (2000)